# Le Libre-Penseur
Pour l’article homonyme, voir Le libre penseur pour le journal suisse..
Pour plus de détails, voir Fiche technique et Distribution.
Le Libre-Penseur (Fritänkaren, The Freethinker) est un film suédois de Peter Watkins sorti en 1994.

## Genèse
En 1979, l'Institut Suédois du Cinéma et la télévision suédoise lui commandent un film sur la vie et l'œuvre d'August Strindberg, peintre, poète, photographe qui écrivit en 1869 une pièce intitulée Le Libre Penseur. Après 2 ans et demi de recherches, le film est annulé faute de financements.
En 1992, Peter Watkins reprend le projet et tourne Le Libre-Penseur (qui devait initialement s'intituler August Strindberg) dans le cadre d'un projet pédagogique de 2 ans impliquant 24 lycéens suédois. Ces derniers, à partir du scénario développé en 1972, participent aux différentes étapes du film : production, recherche (notamment sur les conditions sociales dans la Suède des années 1870), montage, costumes, direction.

## Réalisation
Le film, qui dure 4h30, s'appuie sur une structure complexe, en spirale, et entremêle 4 périodes de la vie de Strindberg : l'enfance, les débuts de sa relation avec Siri von Essen, l'exil et la désagrégation du mariage, la vieillesse solitaire à Stockholm. Des images de la vie sociale et politique de la Suède des années 1870 entrecoupent ces scènes biographiques. 
Anders Mattsson, dans le rôle de Strindberg, et Lena Setterwall, dans celui de Siri von Essen, font largement appel à leurs expériences et à leurs émotions propres pour « composer » leurs personnages - comparables en cela au couple Geir Wetsby (Munch)/Gro Fraas (Mrs Heiberg) d'Edvard Munch. De la même manière, les « journalistes » qui attaquent Strindberg sont joués par des personnes réellement très critiques de la vie et de l'œuvre de l'écrivain.
Le film est construit à partir de matériaux très divers : entretiens scénographiés, confrontations psychodramatiques, dialogues théâtraux empruntés aux pièces de Strindberg, archives photographiques de l'écrivain, cartons portant des citations ou décrivant des périodes de sa vie, débats avec le public qui assistait au tournage. Ceci, selon Peter Watkins, afin de « remettre en question notre perception du processus fluide et invisible de l'inévitable Monoforme » d'une part, et d'autre part, de rendre compte dans la matière même du film de la constante quête de formes nouvelles qui animait Strindberg.
Le film sera refusé par toutes les principales chaînes de télévision nordiques.

## Fiche technique
- Titre : Le Libre-penseur
- Titre original : Fritänkaren
- Titre anglais : The Freethinker
- Réalisation : Peter Watkins
- Scénario : Peter Watkins
- Production : Institut du Film Suédois
- Photographie :
- Montage :
- Son :
- Pays d'origine : Suède
- Format : Couleur
- Genre : Biographie - Drame
- Durée : 276 min
- Langue : suédois
- Date de sortie : 1994

## Distribution artistique
- Yasmine Garbi : Harriet Bosse
- Anders Mattsson : August Strindberg
- Lena Settervall : Siri von Essen